# مقاطعة تاوس (نيومكسيكو)
مقاطعة تاوس (بالإنجليزية: Taos County)‏ هي إحدى مقاطعات ولاية نيومكسيكو في الولايات المتحدة الأمريكية.

## أعلام
- آر. س. جورمان